# Acetylocholinoesteraza
Acetylocholinoesteraza, esteraza acetylocholinowa, hydrolaza acetylocholinowa, AChE (EC 3.1.1.7) – enzym rozkładający jeden z podstawowych neuroprzekaźników, acetylocholinę, na cholinę i resztę kwasu octowego.

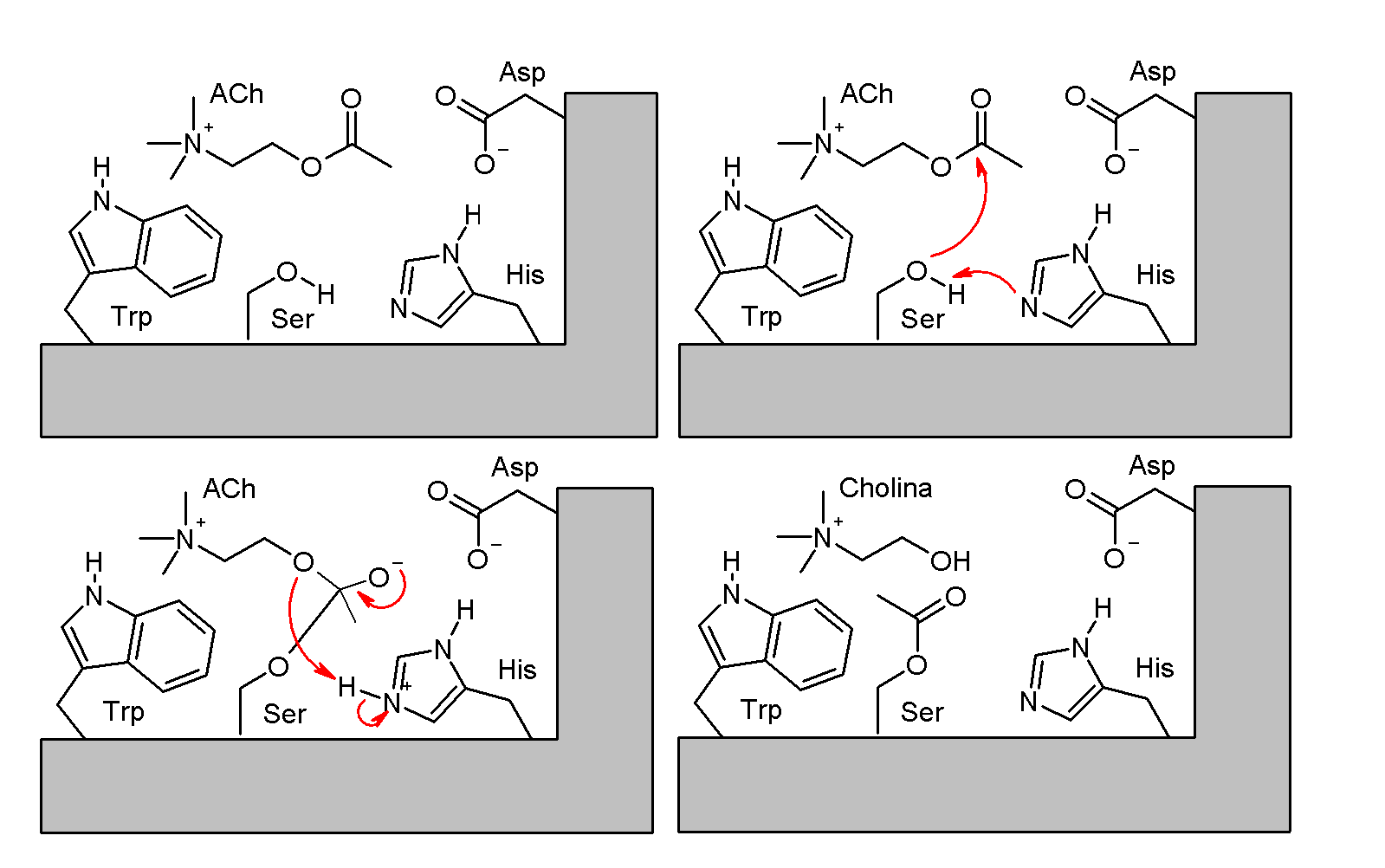
Schemat hydrolizy acetylocholiny w aktywnym centrum acetylocholinoesterazy

Znajduje się głównie w zakończeniu płytki motorycznej i w synapsach cholinergicznych w centralnym układzie nerwowym. Acetylocholinoesteraza ma bardzo wysoką aktywność enzymatyczną – jej liczba obrotów na sekundę wynosi 14 000, a czynnikiem ograniczającym szybkość hydrolizy acetylocholiny jest prawdopodobnie jedynie szybkość dyfuzji substratu do miejsca aktywnego. Cholina wytworzona w wyniku rozkładu ACh jest wychwytywana zwrotnie ze szczeliny synaptycznej i transportowana do komórki presynaptycznej celem acetylacji i umożliwia ponowne użycie tak wytworzonej acetylocholiny.

## Inhibitory acetylocholinoesterazy

### Odwracalne
- neostygmina
- fizostygmina
- galantamina
- edrofonium
- donepezil
- takryna

Od końca lat 90. XX wieku trwają intensywne prace badawcze nad swoistymi, w pełni odwracalnymi inhibitorami esterazy acetylocholinowej, co ma duże znaczenie w objawowym leczeniu choroby Alzheimera, głównie przez poprawę przekaźnictwa w układzie cholinergicznym ośrodkowego układu nerwowego. W praktyce klinicznej stosuje się kilka substancji mających udokumentowane korzystne działanie w leczeniu tej choroby (galantamina, donepezil, rywastygmina, takryna).

### Nieodwracalne
Organiczne związki fosforu (fosforanoorganiczne i fosforoorganiczne):
- gazy bojowe serii G (m.in. sarin, soman, tabun), serii V (w tym VX), nowiczoki
  - fluostygmina
  - paraokson (też jako lek i insektycyd)
- insektycydy fosforanoorganiczne i karbaminianowe
  - TEPP
  - diazinon
  - paration
- leki fosforanoorganiczne
  - ekotiopat

## Reaktywatory acetylocholinoesterazy
Są to związki należące do grupy oksymów. Najczęściej stosowany jest chlorek pralidoksymu, chlorek obidoksymu i chlorek azoksymu (znany jako HI-6).
Oksymy przywracają funkcjonowanie AChE przez usunięcie grupy fosforylującej serynę w miejscu aktywnym enzymu.
Działanie reaktywatorów wspomaga się atropiną, która niweluje efekty muskarynowe wywoływane przez gazy bojowe i pestycydy.

## AChE w diagnostyce medycznej
Obecność AChE w płynie owodniowym jest wskazaniem wad cewy nerwowej płodu.